# テリー (DD-513)
テリー (USS Terry, DD-513) は、アメリカ海軍の駆逐艦でフレッチャー級駆逐艦の1隻。艦名はエドワード・A・テリー(1839–1882)に由来する。テリーの名を持つ駆逐艦としては2代目。

## 艦歴
「テリー」はメイン州バスのバス鉄工所で1942年6月8日に起工、1942年11月22日にチャールズ・ネイゲル夫人によって進水した。1943年2月26日にボストン海軍工廠で就役し、艦長ジョージ・R・フェランの指揮下に入った。

### 大西洋での戦い（1943年4～７月）
2月にボストンで艤装作業を終えた後、グアンタナモ湾沖で公試を行い、次の公試のためボストンに戻った。4月2日、「テリー」はボストンからノーフォークへ移動した。2日後、ニューファンドランドのアルジェンシャ海軍基地へ向け護衛部隊と共に北上した。4月8日に到着し翌日に出航した。4月11日に燃料補給のためメイン州ポートランドに寄港し、翌日にアメリカ北東海岸沖での対潜任務に就いた。
4月18日、ドイツのUボートに肉薄した。まず、「テリー」は会敵地点の周囲に爆雷を投下して結果を待った。その後、艦首へ接近する魚雷をソナーが検知した。回避のため転舵すると、魚雷は艦尾を通り過ぎて行った。直後、海面の油膜と残骸を見つけ、損傷した敵潜水艦の探索に駆逐艦「ブラウンソン」が加わった事を受けて戦闘を終了した。4月20日、パトロール再開前の燃料と物資の補給のため数時間ほどナラガンセット湾に停泊した。その後、墜落したアメリカ陸軍爆撃機の生存者を救出し4月23日にニューヨークへ上陸させた。
他の短いパトロールとニューヨーク入港の後、北アフリカでの任務のため第67任務部隊の所属艦として5月1日にアメリカを出航した。バミューダ諸島に寄港した後、単独でカサブランカへ向かった。5月12日に到着し、修理と戦闘訓練のため1週間停泊した。5月19日にカサブランカを出航し戦艦「テキサス」と共に帰路についた。5月31日にボストン海軍工廠に到着し、乾ドックに入渠した。6月9日に出渠し、出航した。英領西インド諸島への航海の前にメイン州のカスコ湾とノーフォークに短期間停泊した。6月20日にトリニダードに到着し9日間にわたり対潜哨戒と砲撃訓練を行った。6月29日にトリニダードを出航し、フィラデルフィア海軍工廠へ向かった。7月3日には目的地まであと少しという所まで来たが、同日中にノーフォークへ向かうよう命じられた。

### ソロモン諸島での作戦（1943年9月～1944年4月）
3日後、空母「ヨークタウン」、駆逐艦「ダシール」「マッキー」とノーフォークを出港し。７月10日にパナマ運河に到達した。2日後、「テリー」「ヨークタウン」「マッキー」と駆逐艦「シグスビー」はハワイに向け出航した。真珠湾に到着したのは7月24日で、「テリー」は8月中旬までハワイ近海で演習を行った。8月19日、真珠湾を離れ太平洋の南西へ向かった。駆逐艦「フラム」「ゲスト」と共に航行し、一旦フィジーのスバに停まった後、9月6日にニューヘブリディーズ諸島（現在のバヌアツ共和国）のエファテ島のハヴァナ港に到着した。ニューカレドニアのヌメアを訪れた後、9月末のソロモン諸島での任務に就くため「テリー」は単独でエファテ島に戻った。
9月中旬、「テリー」はソロモン諸島の戦いに遅れて加わった。作戦の最後の5ヵ月間のみ戦線に加わり、最後の2つの水陸両用作戦に参加した。ソロモン諸島での主な任務は輸送部隊の護衛や、日本軍の撤退を阻止するための輸送路の分断であった。稀にソロモン海を離れてニューカレドニアに行き船舶の護衛を行った。
ソロモン海における「テリー」の最初の戦闘は10月の初めに発生した。10月2日、「テリー」は駆逐艦「フート」「コンバース 」「ジェンキンス」と共にチョイスル島とコロンバンガラ島の間にあるニュージョージア海峡に集められた。「テリー」らの任務はコロンバンガラ島から撤退する日本兵を乗せた機動艇部隊の迎撃であった。戦闘開始前、「テリー」と3隻の姉妹艦は島から撤退する日本兵を待ち伏せした。21時14分、目標を捉えた。4隻は右舷に回頭し、5分後、砲門を開いた。
「テリー」が一斉射撃すると、射撃式装置が停止した。3分後、砲撃を止め修理を開始した。すぐさまレーダー員が砲の“眼”を回復させ、程なく砲撃を再開した。日本軍の舟艇は反撃したが「テリー」とその他駆逐艦はレーダーの画面から彼らが消えるまで激しい砲撃を浴びせた。その直後、若竹型駆逐艦に護衛された更なる舟艇がレーダーに捉えられた。「テリー」とその僚艦らは斉射し魚雷を広範囲に発射した。日本駆逐艦は反撃したが、魚雷により沈められアメリカ艦艇の方への転進を余儀なくされた。その間、アメリカ駆逐艦は魚雷発射のため射撃を止め、5インチ主砲は再び火を噴いた。アメリカ軍の連続砲撃で日本軍が大きな損害を受けるにつれ、反撃は徐々に弱まった。戦闘が終了すると、「テリー」はギゾ海峡へ進路を向けた。
「テリー」は10月の終わりにかけて護衛任務とパトロールの任務を再開した。11月の初め、ブーゲンビル島のエンプレス・オーガスタ湾強襲のため攻撃輸送艦「ジョージ・クライマー」「ハンター・リゲット」「プレジデント・ジャクソン」を護衛しつつ再び北上した。タロキナ岬上陸の前の11月1日、「テリー」と「フラム」は日本軍の航空攻撃を回避した。小さな輸送船の砲手は2機を撃ち落とし、残りの敵機を追い払った。翌早朝、部隊は上陸した。5時45分、「テリー」は発砲し強襲上陸部隊の支援を1日中続けた。11月3日、同海域を掃討しガダルカナル島近くのフロリダ諸島に向け南へ戻った。
その次の3ヶ月間、「テリー」は補給部隊の護衛とパトロールという通常任務を再開した。時折ブーゲンビル島を訪れラッセル諸島とトレジャリー諸島のパトロールを行った。ヌメアも2度訪れた。12月の最初の一週間、日本軍の掃討を2回行った。12月3日、ガダルカナル島からブーゲンビル島へ移動していると、ほぼ同時に空と海中からの攻撃を受けた。日本軍の潜水艦が2本の魚雷を発射したが、いずれも命中せず雷跡は艦尾を通過した。そしてほぼ同時に日本軍の複数の戦闘機が襲い掛かった。戦闘機は何度も接近に失敗し、「テリー」の対空砲により1機が撃ち落とされると攻撃を諦めた。11日後、「テリー」は再びブーゲンビル島を攻め、他の日本軍機が攻撃を試みたが、テリーが砲撃を行うと敵機はすぐに引き下がった。
ヌメアにおいてパトロールや護衛任務などを行った後、「テリー」はソロモン攻略作戦の最後の主要な水陸両用作戦の支援を命じられた。1944年2月13日、駆逐艦「ブレイン」と「ウォリントン」と共にパーヴィス湾を出航した。2月15日の上陸では、3隻は敵機の迎撃を開始したが、“傷を負わされた”アメリカ海兵隊の戦闘機が迎撃した際は砲撃を止めた。その後、「テリー」と戦車揚陸艦隊は強襲目標の基地から飛来した日本軍の急降下爆撃機に恐れおののいた。爆撃機は掃討の終わりまで広範囲に残っていた。2月21日、「テリー」はグリーン諸島を離れツラギ島へ戻った。
「テリー」の次なる目標はビスマルク諸島ニューブリテン島にある日本軍の大規模な基地であった。2月23日にツラギ島を出航し、トレジャリー諸島で燃料を補給し、25日の夜明け前にラバウルに到着した。「テリー」の主砲はナポレの日本軍の沿岸施設に対し23分間に渡り砲弾を浴びせた。攻撃中の3時頃、複数の爆発が起き、20マイル (32 km) 離れた海上からでも見えるような猛烈な炎で目標地点を飲み込んだ。デューク・オブ・ヨーク諸島海域に墜落したパイロットの捜索のため駆逐隊司令官は更なる砲撃を取り止めた。
その後3ヶ月に渡り「テリー」は南西太平洋戦域に留まった。エミラウ島に侵攻する任務部隊に編成され、3月20日のエミラウ島の無血占領に成功した。その後は通常のパトロールや護衛任務を再開した。4月2日、墜落したB-24爆撃機の生存者を救出した。5月上旬にオーストラリアのシドニーで休息をとった後、エミラウ島へ向け出航し13日に到着した。5月の後半には、戦艦「アイダホ」「ニューメキシコ」および「ペンシルベニア」の3隻の戦艦で構成される第3戦艦戦隊との演習を行った。

### マリアナ島攻略作戦(1944年6月～8月)
1944年6月初めに「テリー」は南西太平洋での任務を終え、中央太平洋の進撃に参加した。2日に第53.14任務部隊 (TG 53.14)と共にエファテ島を出航しマーシャル諸島へ向かった。クェゼリン環礁では、レイモンド・スプルーアンス提督の第5艦隊に加わった。6月10日、第5艦隊の部隊と共にクェゼリンを出撃しマリアナ諸島へ向かった。マリアナ攻略作戦における最初の2つの目標はサイパン島とテニアン島であった。「テリー」はテニアン島攻略部隊に配属された。「テリー」の任務部隊は、テニアン島北部の沿岸砲の鎮圧とウシ岬飛行場の無力化という2つの役割を担っていた。6月14日朝11時21分頃、「テリー」は砲撃を開始した。2回の爆発と複数の火災が発生し、飛行場の全ての電波塔を破壊した。その日の夜、テニアン島西岸を絶え間ない砲撃で悩ませた。
6月15日、ウシ岬飛行場への砲撃に戻った。後日、「テリー」と重巡洋艦「サンフランシスコ」は部隊の上陸の支援のため進撃し、多数の死傷者を出した迫撃砲台を沈黙させた。午後、2機の日本軍機と決着のつかない小競り合いをした後、南の輸送部隊を護衛するべく任務部隊を離れた。6月16日未明、戦艦「アイダホ」と「ペンシルベニア」の前衛部隊に合流しグアム島オロテ半島への攻撃を支援した。
同日、スプルーアンス提督はフィリピン海戦線への艦隊集結を始めた。
「テリー」は第58任務部隊の防空能力増強のためジェシー・B・オルデンドルフ少将の砲撃部隊の前衛艦隊から引き抜かれた駆逐艦の一隻であった。58.3任務群の前衛部隊に加わり、空母「エンタープライズ」（ミッドウェイ海戦の武勲艦で、マーク・ミッチャー副提督の部隊の旗艦）や「レキシントン」「プリンストン」「サン・ジャシント」を護衛した。
アメリカ軍機の航続距離外で日本軍機は第5艦隊を3日間もて遊んだが、スプルーアンス提督は餌に食いつかなかった。そして6月19日、日本軍機が攻撃を仕掛けた。攻撃機の第一波は成功せず、11時57分に4機が襲撃するまで「テリー」は日本軍機を発見できなかった。まず、急降下爆撃機が墜落前に爆弾を投下した。続いて3機の雷撃機が攻撃したが成功とは程遠い結果に終わった。日本軍機は駆逐艦の艦首を低高度で横切るよう完璧に的を絞っていた。雷撃機の魚雷発射前に連続して迎撃すべく、「テリー」の砲手は他艦の砲手と協力した。その後は遥かかなたの空に国籍不明の航空機を見つけただけで一日が終わった。13時、墜落した日本軍機の爆雷によるものと思われる水中爆発で船体が揺れ、更なる緊張が走った。
“マリアナの七面鳥撃ち” とも呼ばれるマリアナ沖海戦では、日本軍空母部隊による戦闘能力を殲滅した。サイパン島とテニアン島の占領は依然として維持された。「テリー」は、日本軍が完全に敗北し退却した22日まで第58.3任務群の活動に参加した。7月22日以降、サイパン島沖でのパトロールや対潜哨戒を行った。ある時、爆雷を11発投下したものの戦果は無かった。7月15日、マリアナを哨戒しエニウェトク環礁に入港した。7月17日まで泊地での対戦哨戒を行い、その後グアム島攻略部隊と共にマリアナに戻るべく出撃した。
7月22日、「テリー」はグアム島に到着して最初の上陸を行い、8月10日まで部隊の上陸を支援した。まず、夜間砲撃と対戦哨戒を交互に行った。その後、支援部隊がいる沿岸へ定期的に砲撃を加えた。作戦期間中、夜間砲撃や対潜哨戒を続けた。マリアナでの最後の1日は8月10日であり、レーダーピケット任務を行った後ハワイへ向かった。
エニウェトク環礁で停泊した後、「テリー」は8月21日に真珠湾に到着した。そこで乗員に短い半舷上陸を与えて休ませつつ艦体の修理と物資の積み込みを行った。9月15日、真珠湾を出航してエニウェトク環礁へ向かい30日に到着した。3日後、ウルシー環礁行きの部隊を護衛して出撃し、10月13日に到着した。その後、メア・アイランド海軍造船所でのオーバーホールのためアメリカへ戻った。
12月13日にオーバーホールが完了した後、18日まで沿岸での訓練を行い、戦艦「ミズーリ」と合流して西へ向かった。真珠湾にしばらく停泊した後、「テリー」は西へ進み続け2月5日にエニウェトク環礁の第5艦隊に再び加わった。

### 硫黄島の戦い（1945年2月～3月）
2月16日朝、硫黄島南方約9マイル (14 km) の地点で掃海部隊と合流した。10時過ぎ、浜辺への海路を掃海する掃海部隊を護るべく砲撃を開始した。約14時32分、日本軍の4インチ砲が「テリー」を挟むように着弾した。「テリー：は25ノット (46 km/h) まで加速し、前進すると敵の弾幕は航跡へ飛んでいった。「テリー」は5インチ主砲は斉射し敵を沈黙させた。この砲撃のおかげで掃海部隊は1人も犠牲者を出す事なく16時過ぎに任務を完了した。
夜間は硫黄島を掃討したが、翌日にまた戻ってきて対砲兵射撃を続行した。2月19日の上陸後、浜辺の部隊への支援砲撃を1日中行い、その日の夜に第54任務部隊に加わった。
3月1日朝2時45分、日本軍潜水艦を探索する駆逐艦「キャップス」を支援していた時、数本の魚雷が「テリー」の艦首右舷へ向かってきた。約1,000ヤード (910 m) 離れた距離から日本軍潜水艦が魚雷を発射したのである。見張り員は瞬時に魚雷の位置を特定して叫んだ。「テリー」は最大船速で走り出し、右舷へ大きく傾いた。魚雷は艦尾から50ヤード (46 m) 離れた場所を無事に通り過ぎて行った。7時20分、「テリー」は硫黄島北部の掃討に向かった。硫黄島北部沿岸の北ノ鼻を通過した時、日本軍の迫撃砲は発砲し、すぐに射程内に入った。「テリー」は主砲で応戦した。速い速力と巧みな操艦で日本軍の砲撃をかわしていたが、右舷上甲板に迫撃砲弾が直撃した。右舷機関が停止、操舵と通信が不能となった。
「テリー」は左舷機関の出力を上げ、その間に重巡洋艦「ペンサコーラ」、戦艦「ネバダ」、その他駆逐艦数隻が沿岸の迫撃砲を攻撃し無効化した。多くの艦船やボートが「テリー」の救助に駆け付け、驚くほど素早く衛生兵や工兵が乗り込んだ。舷側の応急修理が施され、すぐに負傷者が病院船へ運ばれた。「テリー」は硫黄島北部沿岸へ向かい、応急修理のため2日間停泊した。3月3日、アメリカへの長い帰路の第一歩として火山列島を掃海した。
サイパン島で中間修理を行った後、エニウェトク環礁と真珠湾で停泊し、メア・アイランド海軍造船所に帰投した。その後2ヵ月間、「テリー」は本格的な修理とカリフォルニア沿岸での訓練を行った。6月13日、南進してサンディエゴの海域で演習に参加し、その後空母「ワスプ」をハワイまで護衛した。7月11日、「テリー」「ワスプ」と駆逐艦「ベナー」は真珠湾を離れ第58任務部隊に合流した。その後終戦までの数週間、「テリー」は高速空母部隊による日本本土への最後の空襲に参加した。
終戦直後の数か月、「テリー」は日本沿岸を哨戒した。パトロールを行い、占領軍への物資輸送に活動した。11月1日、東へ進路を向け、母港へ帰投した。真珠湾に停泊した後、カリフォルニア州サンディエゴへ向かい、11月20日に到着した。
それから数年間、「テリー」はサンディエゴを離れ太平洋艦隊での活動を続けた。1947年1月、太平洋予備艦隊のサンディエゴ部隊に配属された。最初はサンディエゴで、次はロングビーチで、最後はワシントン州ブレマートンで予備役として余生を過ごした。1974年4月1日、除籍。7月27日、ペルーへ売却されスペアパーツとして解体された。

## 勲章
第二次世界大戦での活躍を称え、「テリー」に7つの従軍星章が授与された。